# Оборона Гельської коси
Оборона Гельської коси — один з найтриваліших боїв Польської кампанії Другої світової війни.
Близько 3800 військовослужбовців Гельского району під командуванням капітана 1-го рангу («командора», пол. komandor) Влодзімєжа Штаєра (пол. Włodzimierz Steyer) обороняли військово-морську базу польського флоту Гель проти німецьких військ з 9 вересня до 2 жовтня 1939 року.

## До війни
З 1928 року місто Гель був польським військовим портом, тоді як північна частина коси з початку 1920-х років перебувала під керуванням польської армії. У 1936 році ця територія офіційно отримала назву «Укріплений район Гель» (пол. Rejon Umocniony Hel), що увійшов до складу Групи оборони Узбережжя (пол. Grupa Obrony Wybrzeża); тут було розміщено близько 3000 військовослужбовців. Система оборони бази включала 4 гармати «Бофорс» калібру 152,4 мм (батарея № 31 імені Г. Ласковського), дві батареї, кожна з двох гармат калібру 105 мм (№ 32 і № 33), чотири протикорабельні та протиповітряні батареї з двох гармат калібру 75 мм кожна (№ 21, № 41, № 42, № 43), дві батареї ППО з двох гармат калібру 75 мм кожна (№ 22, № 23), одну батарею ППО з восьми 40-мм гармат (№ 24), а також два 120-см прожектори.
Обороняти Гель мав 4-й батальйон «Гель» Корпусу охорони кордону. Планом оборони передбачався насамперед захист портів (Гелю та Ґдині), а також дії на німецьких комунікаціях між Східною Пруссією та іншою територією Німеччини. Для запобігання висадці супротивника навколо Гельської коси повинні були зайняти позиції підводні човни (План «Ворек»).

## Оборона
З першого дня війни (1 вересня) Гель зазнав авіаударів. Протягом першого тижня бойових дій німці змусили частини польської армії «Помор'я» (пол. Armia «Pomorze») відступити з «Польського коридору» і з 9 вересня приступили до облоги укріпленого району. До 20 вересня, після розгрому армії «Помор'я» в Тухольських лісах та капітуляції інших польських гарнізонів узбережжя (Вестерплатте, Ґдиня), Гель залишився єдиним осередком опору у цьому районі.

### Події на морі
Оборона коси Гель була пов'язана з діями польського флоту. Ще до початку бойових дій три есмінці зі складу польського флоту («Буря», «Блискавиця», «Грім») перейшли до Англії (план «Пекін»). Таким чином, до 1 вересня 1939 року на базі Гель знаходилися 1 есмінець («Вихер») та 1 мінний загороджувач («Гриф»), 5 підводних човнів («Вілк», «Жбік», «Рись», «Сеп», «Орел»), а також кілька дрібніших кораблів. Німецький флот, що мав на Балтиці 2 старі лінійні кораблі («Шлезвіг-Гольштейн» і «Шлез'єн»), три легкі крейсери («Кельн», «Нюрнберг», «Лейпциг»), 9 есмінців, 7 підводних човнів, а також ряд більш дрібних кораблів, мав таку перевагу, що 2 вересня німці навіть відвели легкі крейсери, що виявилися зайвими, на захід.
Бойові дії для польського флоту, що залишився на Балтиці, розпочалися вже 1 вересня атаками німецьких літаків. Незважаючи на це, флот приступив до дій згідно з довоєнними планами оборони: підводні човни зайняли сектори патрулювання згідно з планом «Ворек», а надводні судна відійшли в гавань Гелю. Протягом наступного дня німецька авіація продовжувала інтенсивні бомбові удари як по кораблям, так і по наземним цілям. Великих результатів вони, однак, не досягли, а вранці 3 вересня захисники Гелю під час артилерійської дуелі пошкодили німецький есмінець Леберехт Маас. Однак у середині того дня «Гриф» і «Вихер» були потоплені в гавані Гелю внаслідок чотирьох нальотів німецької авіації. Екіпажі обох кораблів перейшли на сушу; з «Грифу» вдалося зняти три 120-мм гармати «Бофорс», що склали батарею берегової оборони № 34.
Особливого значення в обороні Гельської коси мало установлення мін. Навіть втративши свої найбільші кораблі, поляки продовжували спроби виставляти мінні поля на підступах до Гелю, а також підтримували свої війська вогнем із моря. Так, уночі 6 вересня три польські тральщики виставили поблизу Данцига до 60 хв; 12 вересня вони підтримали своїми гарматами захисників Оксівського острова. У ніч проти 14 вересня ними знову було виставлено мінне поле, а вранці було проведено обстріл ворожих позицій. Однак опівдні того ж дня внаслідок нальоту авіації противника польський флот втратив два тральщики; кораблі, що залишилися, були пошкоджені і до падіння Гелю використовувалися як батареї зенітних гармат.
Використовувалися для постановки мін і підводні човни (на одній із них 1 жовтня підірвався німецький тральщик М-85). Крім того, поляки провели кілька невдалих атак на німецькі судна у Данцизькій бухті. 14 вересня їм було віддано наказ прориватися у Велику Британію чи Швецію. Двом підводним човнам («Вілк» та «Ожел») вдалося прорватися через Датські протоки, і надалі вони воювали у складі британського флоту; ще три («Рись», «Сеп», «Жбік») були інтерновані у шведських портах. 1 жовтня, перед падінням Гелю, з порту зміг піти сторожовий катер «Баторій». Йому вдалося досягти Швеції, де він і був інтернований.
В обороні Гельської коси брала участь і польська морська авіація. Декілька гідролітаків «Lublin R-XIII/hydro» проводили розвідку, а один з них у ніч на 8 вересня навіть здійснив наліт на Данциг. Всі ці літаки було знищено на землі німецькою авіацією 8 вересня.
Німецькі кораблі, у тому числі «Шлезвіг-Гольштейн» та «Шлезієн», обстрілювали острів з 18 вересня, проте без особливого успіху. 25 вересня вони вступили до артилерійської дуелі з батареєю імені Ласковського (командир З. Пшибишевський); не досягнувши успіху, німці відступили. 27 вересня в ході ще однієї такої дуелі «Шлезвіг-Гольштейн» отримав невеликі пошкодження від влучення 152,4 мм снаряду. Батареї ППО укріпленого району виявилися набагато ефективнішими, збивши під час битви, за різними даними, від 46 до 53 літаків супротивника.

### Оборона на суші
12 вересня німецькі війська захопили Ґдиню (за винятком Оксівського острова, де опір продовжувався до 19 вересня); прорвавши оборону поляків, вони вийшли до Балтійського моря біля Пуцька. В результаті польські частини, що оборонялися на Гельській косі, виявилися відрізані від інших вогнищ опору на узбережжі. Крім бійців 4-го батальйону «Гель» Корпусу прикордонної охорони, на косу відійшли й військовослужбовці інших частин, що обороняли узбережжя, — наприклад, військовослужбовці морського авіадивізіону з-під Пуцька, які втратили свої літаки.
Зав'язнувши у польській обороні, німці були змушені підтягнути для вогневої підтримки польову артилерію та бронепоїзд. 25 вересня, після того, як німці захопили село Халупи, польські військові інженери підірвали на найвужчому місці Гельської коси боєголовки торпед, відокремивши її таким чином від материка. Крім того, ці ж боєголовки використовувалися як імпровізовані міни.
30 вересня, провівши масований артилерійський обстріл, німецькі війська перейшли у наступ на перешийку, що з'єднував порт Гелю з сушею, і прорвали польський фронт. Наступного дня, 1 жовтня, противник підійшов до Кутниці (таким чином, у його руках опинилося близько третини коси) і розпочав підготовку до остаточного штурму. Зважаючи на брак боєприпасів і відсутність надії на допомогу, командувач польським військово-морським флотом контр-адмірал Юзеф Унруг наказав скласти зброю; акт про капітуляцію Гелю було підписано у сопотському «Гранд-готелі». 2 жовтня Гельську косу зайняли німецькі частини.
Після цього єдиним угрупованням польських військ, що чинило організований опір німцям, залишилася окрема оперативна група «Полісся», яка остаточно капітулювала під Коцьком лише до 6 жовтня 1939 року.